# Alien: Isolation
Alien: Isolation (с англ. — «Чужой: Изоляция») — компьютерная игра в жанре survival horror c элементами стелса, разработанная компанией Creative Assembly и изданная компанией Sega. Дистрибьютором в России выступила компания «СофтКлаб».
Выход игры состоялся 7 октября 2014 года. Компания-издатель Feral Interactive выпустила игру для macOS и Linux 27 октября 2015 года. Версия игры для Nintendo Switch от Feral Interactive вышла 5 декабря 2019 года. 16 декабря 2021 года состоялся выпуск игры на iOS и Android.
Игра была разработана с большим ориентиром на фильм 1979 года «Чужой» (в игре присутствует очень много атрибутики из фильма), вплоть до того, что весь антураж фантастического будущего изображён так, как он представлялся в 1970-х. Игра немного идёт вразрез с больше ориентированным на экшен фильмом 1986 года «Чужие» и является первой компьютерной игрой в серии Чужого, геймплей которой построен на ужасе выживания. События игры были упомянуты в вымышленном техническом отчёте «Чужие: доклад „Вейланд-Ютани“» С. Д. Перри.
Игра посвящена одному из разработчиков — Саймону Франко, умершему от рака в июне 2014 года. В 2024 году был анонсирован сиквел — Alien: Isolation 2.

## Сюжет
В декабре 2137 года, спустя 15 лет после исчезновения коммерческого корабля «Ностромо», 26-летняя дочь Эллен Рипли Аманда, работает техником на космических буксирах. Она не оставляет попыток узнать о судьбе Эллен и старается не покидать тот сектор космоса, где «Ностромо», на котором была её мать, был замечен последний раз. Представитель компании «Вейланд-Ютани», которой принадлежал «Ностромо», андроид Кристофер Сэмюэльс, связывается с Амандой и сообщает, что корабль «Анесидора» нашёл в космосе чёрный ящик с «Ностромо» и доставил его на списанную торговую станцию «Севастополь», принадлежащую корпорации «Сигсон». Он уговаривает Аманду присоединиться к его команде из компании, чтобы забрать самописец. Аманда, Сэмюэльс и представляющая интересы компании юрист Нина Тэйлор на грузовом корабле «Торренс» (корабль того же класса, что и «Ностромо», но более поздней постройки), под руководством капитана Дианы Верлен, подлетают к «Севастополю», который находится в районе Дзета Сетки на орбите газового гиганта Кей-Джи-348. Они обнаруживают, что станция имеет сильные внешние повреждения и рассыпается на ходу. Попытки «Торренса» связаться с «Севастополем» заканчиваются неудачей: некто, назвавшись начальником службы безопасности станции, сквозь сильные помехи сообщает, что на «Севастополе» чрезвычайная ситуация, поэтому принять «Торренс» они не могут, и просит переслать сообщение, что станции требуется помощь. Не разобрав толком сообщение, Аманда, Сэмюэльс и Тэйлор, надев скафандры, по тросу пытаются перебраться с «Торренса» на станцию, но отколовшийся от «Севастополя» обломок обрывает трос и отделяет Аманду от остальных.
Добравшись до шлюза и пробравшись внутрь, Аманда обнаруживает, что на станции царит запустение и хаос. По оставленным документам она выясняет, что станция «Севастополь», которая когда-то задумывалась как процветающее сообщество и дом для сотни людей, теперь списана, потому что «Сигсон» (которая когда-то была главным конкурентом «Вейланд-Ютани») на грани банкротства, а все, кто на ней остался, теперь предоставлены сами себе, и на станции процветает бандитизм. При этом люди, сбившись в отдельные группы или пары, очень напуганы и страдают паранойей, из-за чего готовы убивать всех, кто не из их окружения. Аманда решает отправиться в центр связи «Севастополя», чтобы выйти на связь с «Торренсом». Через какое-то время её берёт в заложники один из обитателей станции Аксель Филдинг, но он соглашается помочь ей и проводить её до центра связи в обмен на то, что «Торренс» заберёт его со станции. По пути он рассказывает Аманде, что население станции в последнее время стало подвергаться нападениям какого-то монстра, а вскоре его убивает ксеноморф. Аманде удаётся убежать. По пути к центру связи она попадает в отдел архивов «Севастополя», где обнаруживает самописец «Ностромо», но записи в нём повреждены, а часть удалена. Из документов выясняется, что, вопреки инструкциям, специалисты с «Севастополя» взломали самописец, но нашли там только лишь логотип «Вэйланд-Ютани». Добравшись до центра связи Аманда пытается выйти на связь с «Торренсом», но система управления связью оказывается полностью отключённой. Тогда Аманда решает связаться с кем-нибудь на самой станции и перехватывает сообщение от Сэмюэльса, который сообщает, что они на платформе научно-медицинского сектора.
Добравшись до них, Аманда идёт в госпиталь станции «Сан-Кристобаль», потому что Тэйлор ранена. Раздобыв медикаменты и прячась от Чужого и обслуживающих станцию андроидов «Сигсон» серии Джо (у которых произошёл какой-то сдвиг в поведении, и они готовы убивать нарушителей), Аманда в какой-то момент находит документы, из которых узнаёт, что Чужого на станцию принесла в себе некая Кэтрин Фостер, которая не числится среди жителей станции. Она возвращается к Сэмюэльсу и Тэйлор, после чего их арестовывают глава охраны «Севастополя» Уэйтс (который пытался связаться с ними, когда они были на «Торренсе») и его заместитель Рикардо. Уэйтс рассказывает, что Чужого на станцию привёз капитан корабля «Анесидора» Генри Марлоу, который теперь под арестом, и что всеми андроидами управляет ИИ «АПОЛЛО», который с момент появления Чужого закрыл станцию на карантин, из-за чего выжившие люди отрезаны от многих помещений. От Марлоу Аманда узнаёт, что команда «Анесидоры» нашла в космосе самописец с «Ностромо», рассчитала его траекторию выброса и в итоге засекла таинственный сигнал, который привёл их на планету LV-426, где они, как и экипаж «Ностромо», нашли корабль Космических жокеев (Марлоу и его команда отключили аварийный маяк, чтобы оставить открытие за собой, из-за чего «Вейланд-Ютани» не нашла корабль сразу после колонизации планеты). Жена Марлоу, Кэтрин Фостер, была инфицирована лицехватом, после чего её доставили на «Севастополь», где и появился Чужой.
Уэйтс убеждает Аманду помочь им заманить Чужого в серверную технобашни «Лорэнц», так как это единственное место на станции, где можно заблокировать все проходы вплоть до воздуховодов, в то время как Сэмюэльс отправляется в лабораторию «Сигсон-Синтетикс», чтобы там подключиться к ядру «АПОЛЛО» и убедить того снять карантин, когда они запрут Чужого. Когда Аманда заманивает Чужого в серверную, то у Рикардо не получается открыть ей путь к отступлению и в итоге он разблокирует все проходы. Тогда Уэйтс предлагает новый план — заманить Чужого в один из внешних модулей и запереть его там, после чего модуль отстыкуют от станции и он упадёт на Кей-Джи-348. Но когда Аманда заманивает туда Чужого, то Уэйтс, опасаясь риска, отстыковывает модуль до того, как Аманда успевает из него выбраться. Тогда она прячется от Чужого в шлюзе и, надев скафандр, устраивает разгерметизацию. Давление вышвыривает её в космос в сторону станции, и она благополучно добирается до одного из шлюзов. По возвращении Рипли узнаёт, что все андроиды пришли в боевую готовность и начали охоту на всех людей на станции, призывая «прекратить истерику», а «АПОЛЛО» неожиданно объявляет, что уровень угрозы на станции достиг уровня «Омега». В результате атаки андроидов на бюро СБ Уэйтс и его люди погибают, но Рикардо удаётся спастись. Аманда идёт в «Сигсон-Синтетикс», чтобы найти Сэмюэльса и находит его, когда он подключается к «АПОЛЛО», чтобы узнать, почему андроиды стали агрессивными. Но «АПОЛЛО» неожиданно включает такие мощные защитные контрмеры, что в итоге дезактивирует Сэмюэльса, которому в последние секунды своего функционирования все-таки удаётся открыть для Аманды путь в комнату контроля «АПОЛЛО».
Пробравшись туда, Аманда требует разъяснений у «АПОЛЛО». В ответ тот показывает ей приказ № 939, из которого Аманда с ужасом узнаёт, что «Вэйланд-Ютани», едва узнав о наличии ксеноморфа на «Севастополе», выкупила «с потрохами» станцию у «Сигсон» (это произошло через два дня после отбытия «Торренса»). Как и в случае с «Ностромо», компания приказала «АПОЛЛО» сохранять Чужого во что бы то ни стало, а живущими на станции пренебречь; в случае угрозы Чужому андроиды Джо должны защищать его. Тогда Аманда спрашивает у «АПОЛЛО», почему тот не хочет снять карантин и продолжает убивать людей на станции, хотя Чужого на борту больше нет. В ответ «АПОЛЛО» ссылается на какие-то неполадки в реакторном ядре «Севастополя», где Аманда с ужасом обнаруживает целый улей Чужих. Она запускает реакторную очистку, чтобы разрушить улей, однако это результата не приносит - несколько Чужих успевает выбраться из реактора. Аманда узнаёт от Рикардо, что «Вэйланд-Ютани» на самом деле послала Тэйлор для того, чтобы та обеспечила безопасность Чужого, и что она освободила из-под ареста Марлоу в обмен на то, что он покажет ей местоположение LV-426. Однако Марлоу вместо этого взял её в заложники и бежал на свой корабль. Аманда и Рикардо преследуют их, рассчитывая спастись на «Анесидоре». Оказавшись на корабле Аманда находит Марлоу, но тот объясняет, что его цель — не побег. Он даёт Аманде послушать дополнительное сообщение от её матери, которое та записала после её отчёта о гибели «Ностромо», после чего сообщает, что хочет перегрузить реактор сплава «Анесидоры», чтобы уничтожить станцию и не позволить Чужому вступить в контакт с человечеством. Пока Марлоу спорит с Амандой, Тэйлор убивает его ударом по голове, после чего они с Амандой пытаются предотвратить взрыв реактора «Анесидоры», но их попытки оборачиваются неудачей и Тэйлор погибает. Аманде удаётся спастись, «Анесидора» взрывается, повреждая стабилизаторы гравитации «Севастополя», и станция медленно начинает падать в атмосферу KG-348.
Аманде и Рикардо удаётся вызвать «Торренс» для эвакуации, после чего на Рикардо нападает лицехват, и Аманда вынуждена оставить его. Из-за отсутствия стыковочного троса «Торренс» вынужден состыковаться с ремонтной платформой станции. Уже находясь в шлюзе, но не успев надеть скафандр, Аманда подвергается нападению Чужого, который утаскивает её в импровизированный улей неподалёку, но Аманда, придя в себя, выбирается из кокона и снова добирается до шлюза. Она выходит в космос и, уже будучи окружённая Чужими, отсоединяет «Торренс» от платформы. «Севастополь» сходит с орбиты и взрывается при контакте с атмосферой Кей-Джи-348, а болтающейся в вакууме Аманде удаётся проникнуть в шлюз «Торренса». Там Аманда извещает капитана Верлен о том, что она на борту, но не получает ответа. Не снимая скафандра, она идёт на мостик и неожиданно сталкивается с Чужим, и в конечном итоге оказывается загнана им обратно же в шлюз. Поняв, что у неё не остаётся другого выхода, Аманда устраивает аварийное разблокирование дверей шлюза, и её с Чужим высасывает в открытый космос. Чуть позже она, дрейфующая без сознания, приходит в себя, когда в темноте космоса её вдруг освещает свет неопознанного корабля.

## Игровой процесс

Один из первых кадров игрового процесса.

Сами разработчики позиционировали своё творение как «истинный survival horror от первого лица». Игроку предстоит перемещаться по локациям, исследовать их и находить необходимые предметы для дальнейшего продвижения. Планировалось не только многоуровневое перемещение по кораблю, но и зависимость исхода от действий игрока. В продвижении и исследованиях поможет самодельный «детектор движения», а также ряд других вспомогательных средств, которые можно комбинировать. Детектор жизненно необходим, поскольку за игроком охотится Чужой. Ксеноморфы, за исключением нескольких случаев, в игре появляются только по одному, и игрок не может их убить, так как доступное вооружение, включая огнемёт, неспособно причинить им летальный урон. Игроку приходится действовать тихо и незаметно, а также активно использовать найденные им предметы, чтобы выжить. Для этого в игре реализована система крафтинга, которую можно использовать для создания всевозможных устройств и ловушек. Ксеноморфы имеют ряд собственных инстинктов, которые они активно используют: например, если игрок спрятался под столом и коснулся хвоста, то Чужой это почувствует. Как заявляли разработчики, у монстра есть своя манера поведения, не зависящая от скриптов.
Помимо Чужого, в игре есть и другие противники, например, обезумевшие от ужаса люди или вышедшие из-под контроля андроиды.
Игра рассчитана на одного игрока и не имеет многопользовательской составляющей. Разработчики поясняли это тем, что их основная идея — выживание наедине с монстром без какого-либо постороннего вмешательства.

## Разработка
Об игре стало известно 12 мая 2011 года, после визита британского министра культуры Эда Вейзи в студию Creative Assembly. В своём твиттере он написал следующее: «Прекрасный визит в Creative Assembly, одну из лучших студий по разработке видеоигр в Великобритании. Сейчас они работают над новым блокбастером по вселенной „Чужих“».
В октябре 2013 года стало известно, что студия 20th Century Fox имеет товарный знак Alien: Isolation для использования его в сфере разработок видеоигр.
Уже в декабре появились первые арты и кадры из игры.
7 января 2014 года появился первый трейлер игры.
Также были показаны первые «дневники разработчиков» и ролик, демонстрирующий геймплей игры, которые официально подтвердили её существование. А уже 9 января была подтверждена новая информация: версия для Xbox One и PlayStation 4 обзаведётся поддержкой Full HD-разрешения.
В одном из интервью разработчики рассказали, что изначально игра не была таким крупным проектом. Это была лишь техническая демоверсия, которую разработчики всё же решились показать компании Sega. Компании, заинтересованной в проектах по франчайзу, настолько понравилась общая идея проекта, что игра получила «зелёный свет», и началась полномасштабная разработка.
Разработчики сделали основной акцент именно на атмосферу первого фильма. Например, сама картинка имеет вид «записи из 70-х», что на деле является видеофильтром. Окружение также выполнено в стилистике фильма Ридли Скотта: начиная от самого корабля и заканчивая мелкими деталями и отдельными предметами. Чужой в игре также сделан на манер фильма: он выглядит соответственно, не имеет «экстраординарных» способностей вроде невероятной прыткости и скорости, а ведёт себя так же, как и Ксеноморф из фильма, бродя по коридорам корабля в поисках добычи.
Согласно интервью ведущего геймдизайнера проекта Клайва Линдопа журналу «Игромания», название станции «Севастополь» было выбрано в честь одноимённого города в Крыму — по представлениям Линдопа, который какое-то время работал на Украине, это изолированный, далёкий город, и это название, по его мнению, было уместно для станции — порта, куда тяжело добраться.
26 октября 2020 года сотрудники Creative Assembly рассказали каналу Noclip на YouTube, что Alien: Isolation с 2009 года разрабатывалась как игра от третьего лица и камерой из-за плеча. Однако Sega хотела видеть симулятор Олимпийских игр. Только благодаря выпущенной демоверсии удалось убедить руководство компании не менять планы. К варианту от первого лица пришли позже: тогда ещё не вышли Outlast и P.T., внёсшие определённый вклад в жанр survival horror. Кроме того, создатели учитывали провал Aliens: Colonial Marines и решили показывать в своих видео только настоящие кадры, чтобы не обманывать игроков.

### Вырезанные материалы
После выхода игры веб-разработчик и автор модификаций Мэтт Файлер обнаружил в архивах игры дополнительные файлы озвучивания и субтитры для диалогов — эти материалы недоступны в самой игре; по-видимому, сюжет игры на этапе разработки имел несколько сюжетных поворотов и линий, которые по определённым причинам были удалёны из релизной версии. Так, вступление игры, по-видимому, было значительно длиннее и содержало ряд сцен на «Севастополе» до появления Аманды: среди вырезанных материалов есть репортаж журналистки Джулии Джонс, описывающий отлёт корабля «Солэйс» со станции, записи неизвестного персонажа, бежавшего на «Солэйс» и описывающего нехватку места и бунт на борту. Из вырезанных файлов может следовать, что в распоряжении игрока должны были оказаться некоторые предметы, отсутствующие в релизной версии, как трекер для отслеживания крупных целей или некое устройство для взлома электроники. В одной из вырезанных сцен неизвестные персонажи пытают андроида. Судя по вырезанным материалам, Рэнсом, представитель компании «Сигсон», играл большую роль в игре и был подобен Картеру Бёрку из фильма «Чужие» — он оказывал давление на других персонажей и давал инструкции АПОЛЛО сохранить «ценные данные» любой ценой, а позже бежал на «Солэйс». Вместо того, чтобы сразу отправиться на «Севастополь», в начале игры Аманда должна была обследовать найденный в космосе «Солэйс», а потом бежать с заброшенного корабля, когда тот начал разваливаться.
Также, сохранившаяся раскадровка показывает, что изначально у игры был задуман совершенно другой, более пессимистичный, финал, который завершался тем, что «Торренс», благополучно отстыковавшись, улетал в даль, а болтающаяся в вакууме Аманда постепенно скрывалась на фоне Кей-Джи-348.

## Дополнительные миссии
Дополнения Last Survivor и Crew Expendable стали доступны для сделавших предварительный заказ игроков уже в день релиза самой игры.
- Corporate Lockdown (с англ. — «Корпоративная этика») — руководитель «Сигсон» Рэнсом пытается сбежать с «Севастополя», когда там появляются Чужие.
- Trauma (с англ. — «Травма») — доктор Лингард пытается уничтожить свои записи по исследованию Чужих, опасаясь, что они попадут не в те руки.
- Safe Haven (с англ. — «Последний приют») — Хьюз прячется в безопасном помещении, куда не может проникнуть Чужой, но вынужден его покинуть, чтобы найти продовольствие.
- Lost Contact (с англ. — «Нет связи») — Аксель исследует Технобашню Лоренц, прячась от андроидов и Чужого.
- The Trigger (с англ. — «Завязка») — Рикардо устанавливает взрывные ловушки для Чужого.
- Crew Expendable (с англ. — «Команда смертников») — действие происходит на борту «Ностромо» после смерти Бретта. Игрок (он может играть на выбор Рипли, Далласом и Паркером) должен, прячась от Чужого, перекрыть воздуховоды и заманить последнего в шлюз. В самый последний момент дверь шлюза почему-то заедает и Чужой сбегает, а игрок обнаруживает стоящего рядом Эша. После этого миссия завершается показом медотсека корабля и голосом Эша, цитирующим за кадром текст приказа 937. Его монолог завершается цитатой его последних слов в фильме, когда он говорит Рипли, что «его симпатии на их стороне». По сути, финальная часть дополнения является экранизацией нереализованного в фильме эпизода, только там он должен был разворачиваться уже после смерти Далласа, а не Бретта.
- Last Survivor (с англ. — «Последняя выжившая») — игрок, играя за Рипли, должен активировать систему уничтожения «Ностромо» и добраться до спасательного челнока «Нарцисс». Дополнение повторяет сюжет фильма, хотя игнорирует вырезанную сцену с коконами.

Хронологически сюжеты первых пяти дополнений происходят ещё до основного сюжета игры. Когда Аманда прибывает на «Севастополь», то Рэнсом и Лингард к тому моменту предположительно уже мертвы, а Аксель, Хьюз и Рикардо погибают вскоре после появления Аманды.
Персонажи Рипли, Далласа, Паркера, Ламберт и Бретта в обоих дополнениях и в основной компании (Аманда по сюжету находит аудиозаписи, названные «Дневники Носторомо») были озвучены теми же актёрами, что сыграли их за 35 лет до этого в фильме «Чужой» — Сигурни Уивер, Томом Скерриттом, Яфетом Котто, Вероникой Картрайт и Гарри Дином Стэнтоном соответственно. Иэн Холм, который играл Эша, однако, оказался недоступен для записи и поэтому Эша озвучил Дэйв Митчелл. Джон Хёрт не принимал участия в озвучивании, поскольку его персонаж Кейн на момент действия обоих эпизодов был уже мёртв.

## Место игры во вселенной Alien
За несколько месяцев до выхода игры 1 января 2014 года был опубликован роман Джеймса Мура «Чужой: Море печали» (англ. Alien: Sea of Sorrows), действие которого происходит спустя несколько сотен лет после событий финала «Чужой 3». В тексте упоминается, что Аманда Рипли в своё время сорвала попытки «Вейланд-Ютани» раздобыть Чужого, что является, очевидно, отсылкой к сюжету игры. По словам автора, согласуясь с пожеланиями компании 20th Century Fox, обладающей правами на франшизу Alien, он постарался учесть все события, происходившие в фильмах, книгах и компьютерных играх франшизы, включая события не вышедшей ещё на тот момент игры Alien: Isolation, тем самым официально признав принадлежность последней к франшизе Alien.
Помимо этого, события игры упомянуты в вымышленном техническом отчёте корпорации «Вейланд-Ютани» Alien: The Weyland-Yutani Report, написанном С. Д. Перри по франшизе Alien и выпущенном спустя месяц после релиза игры, а также в аудиоверсии книги «Чужой: Из теней».

## Отзывы и награды
| Сводный рейтинг       | Сводный рейтинг                                                     |
| Агрегатор             | Оценка                                                              |
| --------------------- | ------------------------------------------------------------------- |
| GameRankings          | (PC) 82,69 % (PS4) 79,72 % (XONE) 79,40 %                           |
| Metacritic            | (PC) 81/100 (PS4) 79/100 (XONE) 78/100 (Switch) 83/100 (iOS) 83/100 |
| OpenCritic            | 81/100                                                              |
| «Критиканство»        | 80/100                                                              |
| Иноязычные издания    |                                                                     |
| Издание               | Оценка                                                              |
| 4Players              | 8/10                                                                |
| CVG                   | 8/10                                                                |
| Destructoid           | 8,5/10                                                              |
| EGM                   | 8/10                                                                |
| Eurogamer             | 8/10                                                                |
| Game Informer         | 7,75/10                                                             |
| GameRevolution        | [ 42 ]                                                              |
| GameSpot              | 6/10                                                                |
| GamesRadar+           | [ 44 ]                                                              |
| GameStar              | 80/100                                                              |
| GameTrailers          | 7,4/10                                                              |
| Giant Bomb            | [ 47 ]                                                              |
| Hardcore Gamer        | 4/5                                                                 |
| IGN                   | 5,9/10                                                              |
| Jeuxvideo.com         | 16/20                                                               |
| Joystiq               | [ 51 ]                                                              |
| OXM                   | 9/10                                                                |
| PCGamesN              | 8/10                                                                |
| PC Gamer (US)         | 93/100                                                              |
| Polygon               | 6,5/10                                                              |
| Push Square           | 7/10                                                                |
| Shacknews             | 8/10                                                                |
| The Daily Telegraph   | [ 58 ]                                                              |
| The Guardian          | [ 59 ]                                                              |
| VideoGamer            | 9/10                                                                |
| GamesTM               | [ 61 ]                                                              |
| Русскоязычные издания |                                                                     |
| Издание               | Оценка                                                              |
| 3DNews                | 8/10                                                                |
| Absolute Games        | 80/100                                                              |
| GameMAG.ru            | 6/10                                                                |
| «IGN Россия»          | 6/10                                                                |
| PlayGround.ru         | 8/10                                                                |
| Riot Pixels           | 72 %                                                                |
| StopGame.ru           | «Изумительно»                                                       |
| «Игромания»           | 8,5/10                                                              |
| «Игры Mail.ru»        | 8,5/10                                                              |
| «Канобу»              | 8,5/10                                                              |
| «Шпиль!»              | 8,5/10                                                              |

Игра получила преимущественно положительные отзывы, её средний балл на сайте-агрегаторе Metacritic для версии на ПК составляет 81/100 на основе 41 рецензии.
Российские издания «Игромания» и StopGame.ru в итогах 2014 года назвали игру «Игрой года», как и несколько зарубежных изданий, включая PC Gamer, New Statesman, Kotaku Australia, The Daily Telegraph. Также игра заняла 3 место в списке 25 самых страшных игр для PlayStation 4 и Xbox One по мнению IGN. В 2024 году PC Gamer опубликовал топ-100 ПК-игр, где Alien: Isolation заняла 71 место.
Также игра появилась в итогах года многих других изданий победителем в тех или иных номинациях.

### Награды
| Год  | Награда                                                    | Категория                                 | Номинант                                            | Результат | Ссылка        |
| ---- | ---------------------------------------------------------- | ----------------------------------------- | --------------------------------------------------- | --------- | ------------- |
| 2014 | The PC Gamer 2014 Game of the Year Awards                  | Игра года                                 | Alien: Isolation                                    | Победа    | [ 75 ]        |
| 2014 | GamesRadar’s Game of the Year 2014 Awards                  | Лучший хоррор                             | Alien: Isolation                                    | Победа    | [ 82 ]        |
| 2014 | Rock, Paper, Shotgun’s Bestest Best Games of 2014          | Лучший хоррор                             | Alien: Isolation                                    | Победа    | [ 83 ]        |
| 2014 | New Statesman’s The Games of the Year 2014                 | Лучшая игра                               | Alien: Isolation                                    | Победа    | [ 76 ]        |
| 2014 | Giant Bomb’s 2014 Game of the Year Awards                  | Лучший хоррор                             | Alien: Isolation                                    | Номинация | [ 84 ]        |
| 2014 | The Game Awards 2014                                       | Лучшая игра в жанре Action/Adventure      | Alien: Isolation                                    | Номинация | [ 85 ] [ 86 ] |
| 2014 | The Game Awards 2014                                       | Лучший саундтрек                          | Alien: Isolation                                    | Номинация | [ 85 ] [ 86 ] |
| 2014 | Kotaku Australia Awards 2014                               | Консольная игра года                      | Alien: Isolation                                    | Победа    | [ 78 ]        |
| 2014 | Kotaku Australia Awards 2014                               | Игра года                                 | Alien: Isolation                                    | Победа    | [ 77 ]        |
| 2014 | Kotaku Australia Awards 2014                               | Сюрприз года                              | Alien: Isolation                                    | Победа    | [ 87 ]        |
| 2015 | 11th British Academy Games Awards                          | Лучшая игра                               | Alien: Isolation                                    | Номинация | [ 88 ]        |
| 2015 | 11th British Academy Games Awards                          | Британская игра                           | Alien: Isolation                                    | Номинация | [ 88 ]        |
| 2015 | 11th British Academy Games Awards                          | Геймдизайн                                | Alien: Isolation                                    | Номинация | [ 88 ]        |
| 2015 | 11th British Academy Games Awards                          | Игровые инновации                         | Alien: Isolation                                    | Номинация | [ 88 ]        |
| 2015 | 11th British Academy Games Awards                          | Достижение в звуке                        | Alien: Isolation                                    | Победа    | [ 88 ]        |
| 2015 | 11th British Academy Games Awards                          | Музыка                                    | Alien: Isolation                                    | Номинация | [ 88 ]        |
| 2015 | 15th Game Developers Choice Awards                         | Игра года                                 | Alien: Isolation                                    | Номинация | [ 89 ]        |
| 2015 | 15th Game Developers Choice Awards                         | Лучший звук                               | Alien: Isolation                                    | Победа    | [ 89 ]        |
| 2015 | 15th Game Developers Choice Awards                         | Лучший визуальный арт                     | Alien: Isolation                                    | Номинация | [ 89 ]        |
| 2015 | 14th National Academy of Video Game Trade Reviewers awards | Игровая инженерия                         | Alien: Isolation                                    | Победа    | [ 90 ]        |
| 2015 | 14th National Academy of Video Game Trade Reviewers awards | Свет/текстуры                             | Alien: Isolation                                    | Победа    | [ 90 ]        |
| 2015 | 14th National Academy of Video Game Trade Reviewers awards | Звуковые эффекты                          | Alien: Isolation                                    | Победа    | [ 90 ]        |
| 2015 | 14th National Academy of Video Game Trade Reviewers awards | Лучшее использование звука                | Alien: Isolation                                    | Победа    | [ 90 ]        |
| 2015 | 13th Visual Effects Society Awards                         | Выдающиеся визуальные эффекты в видеоигре | Jude Bond, Al Hope, Howard Rayner, Oriol Sans Gomez | Номинация | [ 91 ] [ 92 ] |

## Продолжение
Изначально после выхода игры планировалось создание продолжения, хотя продажи первой части оказались довольно разочаровывающими.
Юрген Пост, главный операционный директор Sega Europe, ответил в интервью GamesIndustry.biz, что компания должна знать, что сиквел окупится, прежде чем инвестировать в него большие деньги, а выпускать низкобюджетную игру у компании нет желания.
К 31 марта 2015 года продажи Alien: Isolation достигли 2,11 млн розничных и цифровых копий, соответствующая информация была обнародована в финансовом отчёте компании SEGA.
В 2017 году портал PlayStation Universe сообщил со ссылкой на источник OPM, что после завершения работы над Halo Wars 2, студия может приступить к новой игре в серии Alien: Isolation.
Сайт Eurogamer опроверг слухи, поскольку по его данным, большая часть разработчиков уже не работает на Creative Assembly, а новый проект не имеет ничего общего с серией Alien. Приоритетной для них и издателя является серия Total War.
Тем не менее, игроки не теряют надежд на появление сиквела. Отчасти этому способствовала сама Creative Assembly, в 2018 году разместив на своём сайте объявление о поиске старшего художника для работы с пользовательским интерфейсом и высококачественной графикой движений. Речь шла о безымянном тактическом шутере от первого лица.
28 сентября 2018 года издательство «Dark Horse Comics» анонсировало комикс Брайана Вуда «Aliens: Resistance», который рассказывает о судьбе Аманды Рипли после событий игры. Выпуск первой части состоялся 23 января 2019 года. В то же время сам комикс является сиквелом серии комиксов «Чужие: Противление», написанных тем же Вудом. Было выпущено четыре выпуска, в апреле того же года серия завершилась.
На 24 января 2019 года был намечен выход игры Alien: Blackout, в которой Аманда Рипли пытается выжить на борту космической станции «Вейланд-Ютани» с ксеноморфом.
Эта игра от Rival Games, FoxNext и D3Publisher of America предназначена только для устройств на базе операционных систем iOS и Android. Анонс вызвал у игроков шквал критики, недовольных, что сиквел Alien: Isolation так и не выпустили. Трейлер быстро получил большое количество минусов, как в своё время было с роликом Diablo Immortal. В 2021 году Creative Assembly объявила о разработке научно-фантастического шутера от первого лица, в создании участвует та же команда, что и в Alien: Isolation.
7 октября 2024 года было подтверждено, что Creative Assembly разрабатывает сиквел Alien: Isolation, в создании участвует Эл Хоуп, креативный директор первой части.

### Мини-сериал
28 февраля 2019 года студия «Axis Animation» выпустила сетевой сериал «Чужой: Изоляция», часть действия которого происходит уже после игры и дополняет финал.
Аманда крутится в невесомости в поле обломков «Севастополя», которые не сгорели в атмосфере Кей-Джи-348. Она пытается вызвать «Торренс», но ответа не получает, а сам «Торренс» не подаёт признаков жизни. Аманда начинает посылать на частоте «Торренса» сигнал SOS в надежде, что её могут услышать, и одновременно пересказывает сюжет игры. Она замечает среди обломков свет от сигнала устройства связи (кусок стены с приборной панелью). Сумев запустить на своём скафандре УПМК Аманда, лавируя между обломков, направляется к нему и в какой-то момент замечает среди обломков нескольких замерших Чужих, которые на Аманду не реагируют. Добравшись до передатчика она посылает сигнал SOS в эфир в надежде, что кто-нибудь её услышит, пока у неё не кончится кислород. В финальной сцене, как и в игре, дрейфующая без сознания Аманда приходит в себя, когда из темноты космоса её освещает свет от неопознанного корабля.
Мини-сериал состоит из 7 серий продолжительностью от 10 до 14 минут. В него вошли отрывки из внутриигрового видео, заново анимированные сцены из игрового процесса или скриптовые сцены (поскольку в Alien: Isolation и те и другие шли от первого лица, то для сериала их заново анимировали в третьем лице), а также новые, сделанные специально для мини-сериала на движке игры, сцены с Амандой после выброса из «Торренса» и её последующие действия. Как и в игре, главную героиню озвучила Андреа Дек.

### Alien: Blackout
Alien: Blackout (с англ. — «Чужой: Затмение») — компьютерная игра в жанре стелс, разработанная компанией «D3 Go!» для мобильных платформ и выпущенная 24 января 2019 года. Игра не является полноценным сиквелом Alien: Isolation, но хронологически разворачивается после неё и упомянутого выше мини-сериала.
Корабль, который нашёл Аманду, принадлежал научно-исследовательской станции «Мендель» (тоже принадлежащей «Вейланд-Ютани»). Аманду в бессознательном состоянии привозят на «Мендель» и погружают в гиперсон. Когда Аманда просыпается, то обнаруживает, что весь персонал «Менделя» убит Чужим — хотя сюжет толком не раскрывает, чем именно занимались на станции, но Аманда упоминает, что этот Чужой родился уже на «Менделе». Она устраивает себе безопасное место в системе воздуховодов станции, где прячется от Чужого.
Через какое-то время к станции причаливает корабль «Халдин» с целью ремонта. С помощью камер видеонаблюдения Аманда направляет экипаж «Халдина» в разные точки станции, чтобы они помогли ей уничтожить станцию и добраться до их корабля, и попутно помогает им избежать встречи с Чужим. В финале Аманда улетает на «Халдине», параллельно сообщая, что «Менедль» уничтожен, а «Халдин» взял курс на колонию на планете KOI-125-01, откуда Аманда отправится на Землю.

## Печатное издание
30 июля 2019 года издательство Titan Books, к которому перешли права на всю книгопечатную продукцию по франшизе, издало новеллизации от Кита Декандидо. В своём Twitter-аккаунте Декандидо ещё до выхода книги пояснил, что две трети книги будут относиться к Alien: Isolation, а остальная часть расскажет историю семьи Рипли. В России новеллизация была издана издательством «АСТ» в феврале 2020 года.
Новеллизация местами сильно расходится с игрой главным образом в плане самого геймплея — сильно сокращены местами перемещения Аманды по «Севастополю». В то же время новеллизация раскрывает некоторые не пояснённые моменты в игре, но которые были раскрыты в побочных комиксах или остались в архивах игры в качестве неиспользованного материала. Аудиожурналы, которые Аманда находит на протяжении игры, в новеллизации также присутствуют, но только некоторые из них, в то время как между главами добавлены выдержки из аудиожурналов, часть из которых аналогично взята из игры, а часть написана специально для новеллизации (межглавные аудиожурналы вставлены в основном для того, чтобы раскрыть читателю некоторые события на «Севастополе», которые с Амандой не связаны).
Местами новеллизация пересекается с комиксом «Чужие: Противление» и снятым на основе игры одноимённом мини-сериале.